# Emmaculate Nekesa
Emmaculate Nekesa Misoki, född 6 juni 2003, är en kenyansk volleybollspelare (passare). Hon spelar för Kenya Commercial Bank SC. Med landslaget deltog hon i VM 2022.